# کیش‌واسار
کیش‌واسار (به مجاری:  Kisvaszar) یک شهرداری در مجارستان است که در ناحیه هدی‌هات واقع شده‌است. کیش‌واسار ۲۰٫۳۵ کیلومتر مربع مساحت و ۳۳۲ نفر جمعیت دارد.